# والزند
latitudeوالزندlongitudeوالزند
والسِند یا والزند (به انگلیسی: Wallsend) یک منطقهٔ مسکونی در انگلستان است که در شمال شرقی انگلستان واقع شده‌است.

## نگارخانه

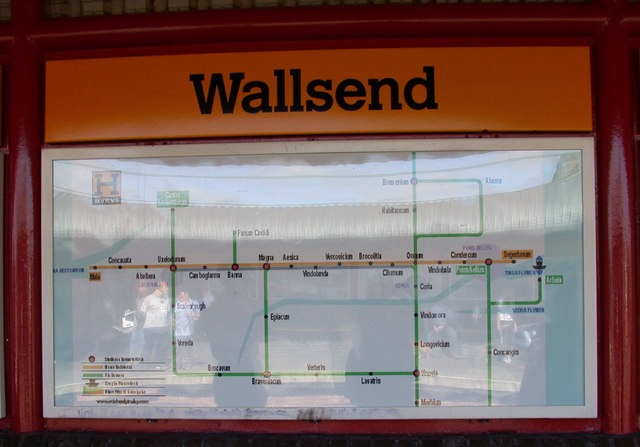
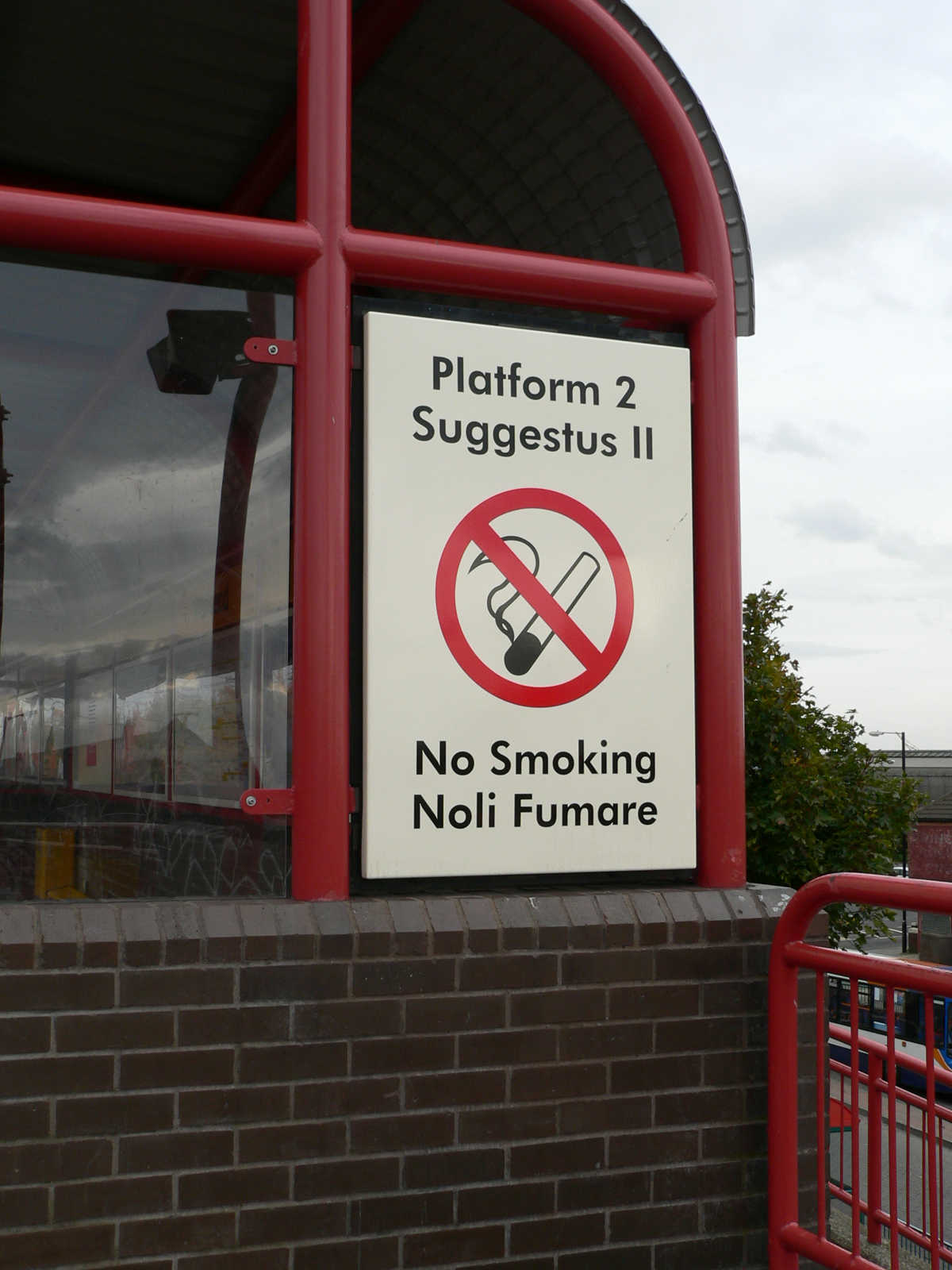
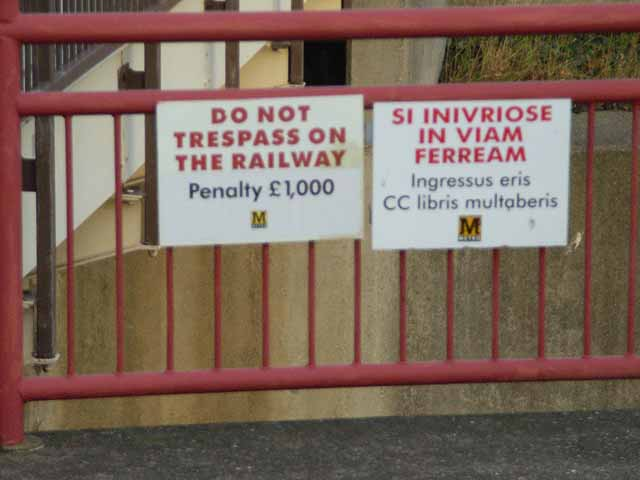

## خصوصیات
والسند ۴۲٬۸۴۲ نفر جمعیت دارد.